# ويلسون مبكين
ويلسون مبكين (بالإنجليزية: Wilson Lumpkin) (و. 1783 – 1870 م) هو سياسي، ومحام من الولايات المتحدة الأمريكية .
تولى منصب عضو مجلس الشيوخ الأمريكي .وهو عضو في الحزب الديمقراطي الأمريكي .